# Anne-Gaëlle Sidot
Anne-Gaëlle Sidot (Enghien-les-Bains, 24 luglio 1979) è un'ex tennista francese.

## Carriera
In carriera ha vinto 2 titoli di doppio. Nei tornei del Grande Slam ha ottenuto il suo miglior risultato raggiungendo i quarti di finale di doppio a Wimbledon nel 1999 e di doppio misto agli US Open nel 2001.
In Fed Cup ha giocato una sola partita, ottenendo nell'occasione una vittoria.

## Vita privata
Attualmente commenta telecronache di tennis. Ha tre figli.

## Statistiche

### Doppio

#### Vittorie (2)
| Numero | Anno             | Torneo                                       | Superficie | Compagna                | Avversarie in finale            | Punteggio     |
| 1.     | 5 novembre 2000  | Sparkassen Cup, Lipsia                       | Sintetico  | Arantxa Sánchez Vicario | Kim Clijsters Laurence Courtois | 6-7, 7-5, 6-3 |
| 2.     | 18 febbraio 2001 | Internationaux de Tennis Feminin Nice, Nizza | Cemento    | Émilie Loit             | Kimberly Po Nathalie Tauziat    | 1-6, 6-2, 6-0 |

### Doppio

#### Finali perse (2)
| Numero | Anno            | Torneo                              | Superficie | Compagna    | Avversarie in finale            | Punteggio |
| 1.     | 13 agosto 2000  | East West Bank Classic, Los Angeles | Cemento    | Kimberly Po | Els Callens Dominique Van Roost | 2-6, 5-7  |
| 2.     | 15 ottobre 2000 | Open di Zurigo, Zurigo              | Cemento    | Kimberly Po | Martina Hingis Anna Kurnikova   | 3-6, 4-6  |

### Risultati in progressione
| Sigla | Risultato               |
| ----- | ----------------------- |
| V     | Vincitore               |
| F     | Finalista               |
| SF    | Semifinalista           |
| O     | Oro olimpico            |
| A     | Argento olimpico        |
| SF    | Bronzo olimpico         |
| QF    | Quarti di Finale        |
| 4T    | Quarto turno            |
| 3T    | Terzo turno             |
| 2T    | Secondo turno           |
| 1T    | Primo turno             |
| RR    | Round Robin             |
| LQ    | Turno di qualificazione |
| A     | Assente                 |
| ND    | Non disputato           |

| Legenda superfici    |
| -------------------- |
| Cemento              |
| Terra battuta        |
| Erba                 |
| Superficie variabile |

#### Singolare nei tornei del Grande Slam
| Torneo          | 1996 | 1997 | 1998 | 1999 | 2000 | 2001 | 2002 |
| --------------- | ---- | ---- | ---- | ---- | ---- | ---- | ---- |
| Australian Open | A    | 2T   | 3T   | 1T   | 1T   | 1T   | A    |
| Open di Francia | 1T   | 1T   | 2T   | 1T   | 3T   | 1T   | 2T   |
| Wimbledon       | 2T   | 1T   | 1T   | 1T   | 3T   | 1T   | A    |
| US Open         | 3T   | 1T   | 1T   | 2T   | 1T   | 1T   | A    |

#### Doppio nei tornei del Grande Slam
| Torneo          | 1996 | 1997 | 1998 | 1999 | 2000 | 2001 | 2002 |
| --------------- | ---- | ---- | ---- | ---- | ---- | ---- | ---- |
| Australian Open | A    | 1T   | 1T   | 2T   | 2T   | 2T   | A    |
| Open di Francia | 2T   | 1T   | 2T   | 1T   | 3T   | 2T   | A    |
| Wimbledon       | A    | 1T   | 1T   | QF   | 2T   | 2T   | A    |
| US Open         | A    | 2T   | 3T   | 2T   | 3T   | 1T   | A    |

#### Doppio misto nei tornei del Grande Slam
| Torneo          | 1996 | 1997 | 1998 | 1999 | 2000 | 2001 | 2002 |
| --------------- | ---- | ---- | ---- | ---- | ---- | ---- | ---- |
| Australian Open | A    | A    | A    | A    | A    | 1T   | A    |
| Open di Francia | A    | 1T   | 3T   | 2T   | 2T   | 2T   | A    |
| Wimbledon       | A    | A    | A    | A    | A    | 1T   | A    |
| US Open         | A    | A    | A    | 1T   | 2T   | QF   | A    |

## Vittorie contro giocatrici top 10
| Stagione | 1998 | 1999 | Totale |
| -------- | ---- | ---- | ------ |
| Vittorie | 1    | 1    | 2      |

| #    | Giocatrice              | Ranking | Evento                   | Superficie    | Turno | Punteggio     | Rank. NPR |
| ---- | ----------------------- | ------- | ------------------------ | ------------- | ----- | ------------- | --------- |
| 1998 |                         |         |                          |               |       |               |           |
| 1.   | Arantxa Sánchez Vicario | 4       | Sparkassen Cup, Lipsia   | Sintetico (i) | 2T    | 6-1, 4-6, 6-2 | 74        |
| 1999 |                         |         |                          |               |       |               |           |
| 2.   | Amanda Coetzer          | 9       | du Maurier Open, Toronto | Cemento       | QF    | 5-7, 6-4, 6-4 | 49        |